# Małgorzata Kołpa
Małgorzata Kołpa – polska pielęgniarka, doktor habilitowany w dziedzinie nauk medycznych i nauk o zdrowiu, od 2020 rektor Akademii Tarnowskiej.

## Życiorys
W 2002 ukończyła pielęgniarstwo na Akademii Medycznej im. Piastów Śląskich we Wrocławiu. Pracę doktorską zatytułowaną Stopień redukcji masy ciała a natężenie bólu i stan funkcjonalny pacjentów leczonych z powodu dyskopatii w odcinku lędźwiowym kręgosłupa obroniła na Wydziale Nauk o Zdrowiu CMUJ w Krakowie w 2012, a w 2020 uzyskała habilitację. 
W latach 2015–2020 pełniła funkcję prorektora ds. współpracy i rozwoju Państwowej Wyższej Szkoły Zawodowej w Tarnowie, a od 2020 jest rektorem uczelni.